# 葉耀星
葉耀星（1953年5月13日—2018年7月14日）出身於臺灣屏東，台灣有線電視節目《心海羅盤》主講者，別號葉教授。曾為1993年北京广播音乐台“叶教授论人生”及北京广播电台“心海罗盘”广播节目主讲者。後返回臺灣製播電視節目，創辦「心海羅盤善知識文教基金會」長年在臺灣各地舉辦巡迴演講，並發行書刊、有聲書作品。2018年7月14日因大腸癌病逝臺安醫院。
胞兄葉耀鵬為中華民國政治人物、律師，曾任監察院委員、立法委員。

## 早年
家庭背景
父母為客家人，不識字。父親曾被日本殖民政府在太平洋战争期間徵調至巴布亚新几内亚為軍伕，戰後回到台灣從事木材中間商生意。葉母張騰妹育有三子一女，長子葉耀鵬生於1942年。三子葉耀星1953年出生在屏東縣鄉下。
學歷
小時候就讀屏師附設幼稚園，初中考上明正初級中學。1971年於屏東高級中學畢業。

## 事業
1982年之後葉耀星赴台北發展，創辦“難逢廬股份有限公司”，並註冊葉教授商標經營圖書、有聲書等事業。

### 廣播節目

#### 臺灣
1986年至1991年，
- “葉教授時間、心靈有約節目”在中國廣播公司播出。
- “心靈藥方－思想系列節目”分別在台灣廣播公司、正聲廣播公司、中國廣播公司播出。

#### 中國大陸
1993年，叶教授为
- 中国中央电视台“12演播室”特约主讲[參⁠ 8]
- 北京广播电台“心海罗盘”公益主讲
- 北京广播音乐台 FM97.4“叶教授论人生”公益主讲
- 中国青年报“思想者专栏”主笔、电视思想系列专栏“叶教授论人生”监制暨主讲。

北京广播经济台描述“台湾当代著名心理咨询专家叶教授”主持讲座节目“内容生动，入情入理，易于为人接受”。

### 演講及電視節目
1994年，葉教授返回台北，製作電視節目。
1995年，電視節目《心海羅盤》開播，由“思想導引·葉教授”為節目主講。《心海羅盤》最初於華衛電視台現場播出，後改由傳訊電視大地頻道播映，2001年起改由緯來電視網播映。
1998年，“心海羅盤善知識文教基金會”成立，以“傳播善知識、成就功德事”為主旨，統籌承辦葉教授演講會、贊助《心海羅盤》在電視台公開播放等事務。葉教授演講會長年於台灣本島各地及離島巡迴舉辦，錄影內容用以持續製播《心海羅盤》，並發行書刊、有聲書作品等。
2007年8月“心海羅盤善知識全球網路電視”成立，葉教授在台北主持啟用記者會，呼籲大眾重視、以實際公益行動減少自殺等社会问题的發生。

## 文化藝術展覽
“天色玉畫”攝影集
2011年1月1日至1月3日，在台北國際會議中心展出「天色玉畫國際展」。
“千年古佛畫古雕展”
2011年9月，在台北國際會議中心展出「千年古佛畫古雕國際展」，葉教授曾蒞臨現場為37幅絹本初唐佛畫解說，表示文物年代距今可追溯至一千四百多年。

## 衍生題材

### 戲仿人物
藝人都拉斯：飾演“ＹＡ教授”
2002年，三立台灣台節目《黃金夜總會》主持人許效舜建議藝人都拉斯，以葉教授為戲仿對象。而後，中天綜合台《2100全民亂講》出現「ＹＡ教授」單元（洪都拉斯飾演），2004年至2007年在中天娛樂台《全民大悶鍋》亦有洪都拉斯飾演的「ＹＡ教授」戲仿單元。
2018年，都拉斯在臉書悼念表示：「是葉教授豐富了我的人生……」。

### 兄弟軼聞
2005年9月，與兄長葉耀鵬共同接受媒體專題訪談。葉耀星的大哥葉耀鵬，同樣為屏東高級中學畢業，曾是美麗島系著名辯護律師、民主進步黨創黨黨員，曾任民主進步黨籍立法委員，1996年獲總統李登輝提名監察委員後始為無黨籍。而通稱「葉教授」的葉耀星相對較少受訪，據他自述「思想導引不是宗教」，他也並非僧侶。兄長葉耀鵬對他的評語是“思考可任意馳騁不受拘束，有開創性”。

### 礦泉代言與時事風波
2003年（時值全球SARS事件）3月起，葉教授為所屬負責公司提供的產品之一“東水西飲池上礦泉”代言，拍攝短片在《心海羅盤》時段播出。
2003年6月，臺灣《壹週刊》等媒體對葉教授負面報導，葉教授召開記者會反駁，表示自己遭有心人抹黑，並非暴利斂財。
2005年9月，當聯合報對其兄弟訪談時，亦再駁斥《壹週刊》報導有誤。

### 臺灣媒體與選舉議題
2004年總統大選投票結束後，民眾在台北凱達格蘭大道（總統府前廣場）聚集抗議。3月24日晚間，許信良（民主進步黨前主席）加入靜坐行列，要求陳水扁勇敢面對選舉不公的指控、徹查真相，並開始絕食三天三夜。3月25日晚間至26日清晨，連方瑀、連戰、宋楚瑜、葉耀星先後冒雨探視許信良。
2011年12月14日，臺灣《壹週刊》稱葉教授支持馬英九總統競選連任而“擔任後援會榮譽總會長”並加辦演講會詳述他對總統選舉的看法。
2015年12月12日，時為2016年中華民國總統選舉參選人的親民黨主席宋楚瑜至新竹縣拜訪葉教授，與之餐敘。

## 註解
1. ↑  商標註冊號第00805858[參⁠ 2]
2. ↑  商標註冊號第00667688、00668804及01075103[參⁠ 2]
3. 1 2  在發行的圖書文教作品《葉教授專題論述》當中，作者署名葉教授。對他而言，“教授”此稱呼是別名而非頭銜。「問：葉先生自號「葉教授」……你們不是連「葉教授」三個字都已辦了商標註冊？」[參⁠ 7]
4. ↑  “由听众通过热线电话参与、专家直播解答的心理咨询引导节目《心海罗盘》通过北京经济台1026千赫每星期天中午的《国安综艺》节目开始播出，特邀台湾当代著名心理咨询专家叶教授现场咨询解答。”[參⁠ 9]
5. ↑  “叶教授是台湾难逢庐现代心理建设机构创建人”“在3月28日首次直播的《心海罗盘》节目中，叶教授现场即席式解答了听众热线提问的有关子女教育、名利观、荣辱观、婚恋观等各种现代人常见问题[參⁠ 9]”
6. ↑  緯來綜合台節目表的存檔，存档日期2003-09-03.，戲劇台節目表的存檔，存档日期2017-11-06.
7. ↑  . 中華民國教育部. 教育部社會教育司: 代碼627. 2012-02-18  [2012-02-20].
8. ↑  商標註冊號第00737485、00737486及00773879[參⁠ 2]
9. ↑  .   [2007-08-06]. （原始内容存档于2008-01-18）.
10. ↑  商標註冊號第01458283、01463336[參⁠ 2]
11. ↑  2011 天色玉畫國際展（心海羅盤國際金氏文化藝術網） （需要Adobe Flash Player）[參⁠ 11]
12. ↑  繪畫當中包括一尊“頭綁青綠頭巾”裝扮的菩薩，考證為「金地藏菩薩」金喬覺，唐朝新羅人，至今肉身寶殿仍存在於安徽省九華山。[參⁠ 12]
13. ↑  「許效舜曾向我道歉，說當初是他叫洪都拉斯模仿我的……」[參⁠ 1]
14. ↑  ‘問：國內對「心海羅盤」的品評定位很不一致，媒體甚至曾報導令堂住豪宅和心海羅盤水疑涉宗教歛財。『壹週刊剛來台灣時就是這樣子，前五期沒有被寫到，就不算有名啦！我後來就廣邀媒體到水廠去親自說明。你知道做電視非常貴啊，十年來心海羅盤做了一千多輯，花掉三、四億元，怎沒人告我詐財！』“鵬：那是壹週刊亂寫，我母親的房子很普通，才六百多萬元，我們兄弟的能力怎會買不起。”[參⁠ 7]’
15. ↑  “上月10日他出席「千錘百鍊馬吳後援會」成立大會，葉教授與馬英九一同舉杯向現場500多人後援會幹部敬酒”[參⁠ 19]
16. ↑  「100.12.18基隆演講」[參⁠ 10]
17. ↑   註:

## 外部連結
- 心海羅盤國際金氏文化藝術網 （需要Adobe Flash Player）
- 心海羅盤生活網絡
- YouTube上的心海羅盤善知識文教頻道